# Räntemarknad
Räntemarknaden är den del av värdepappersmarknaden där handel, till skillnad från aktiemarknaden,  sker med instrument som ger en fast avkastning, en ränta. Jämfört med aktiemarknaden genomförs betydligt färre avslut på räntemarknaden, men till avsevärt högre belopp.
Räntemarknaden delas in i obligationsmarknaden och penningmarknaden. På obligationsmarknaden handlas värdepapper (obligationer) med löptider över ett år, och på penningmarknaden handlas värdepapper (statsskuldväxlar och certifikat) med kortare löptider än ett år.